# سیارک ۲۱۶۸
سیارک ۲۱۶۸ (به انگلیسی: 2168 Swope، نامگذاری:1955RF1) دو هزار و صد و شصت و هشتمین سیارک کشف شده‌است که در ۱۴ سپتامبر ۱۹۵۵ کشف شد.
قدر مطلق سیارک برابر ۱۲٫۸۰ است.